# Poolse parlementsverkiezingen 2005
Op 25 september 2005 vonden er in Polen parlementsverkiezingen plaats. Door een toevallige samenloop van omstandigheden werden deze verkiezingen dit jaar met een tussenpoos van slechts enkele weken gevolgd door de presidentsverkiezingen.

## Verloop
Zoals in Polen vaak het geval is, kreeg de zittende regeringspartij een flinke afstraffing. De Alliantie van Democratisch Links (SLD), de reeds lang tot de markteconomie bekeerde opvolger van de Poolse Verenigde Arbeiderspartij (PZPR), werd gedecimeerd. De SLD, die bij de vorige verkiezingen nog 40% van de uitgebrachte stemmen en bijna de helft van de zetels in de Sejm (het Poolse lagerhuis) had behaald, bleef ditmaal steken op 11% van de stemmen, zodat de partij driekwart van haar zetels verloor. Het aanzien van de partij was de afgelopen jaren ernstig geschaad door een aantal corruptieschandalen en een interne scheuring. Toch mocht men zich in het SLD-kamp nog gelukkig prijzen dat de partij niet onder de kiesdrempel van 5% was gezakt, een lot dat vier jaar eerder de toenmalige centrumrechtse regeringspartijen Verkiezingsactie Solidariteit (AWS) en de Vrijheidsunie (UW) wel beschoren was.
De grote winnaars van de verkiezingen waren de rechtse oppositiepartijen Recht en Rechtvaardigheid (PiS) en Burgerplatform (PO). Dat de rechtse oppositie de parlementsverkiezingen zou winnen, was al lange tijd een bijna vaststaand feit. Verrassend was wel dat in de eindspurt PiS het als overwinnaar gedoodverfde Burgerplatform wist in te halen. Hoewel beide partijen nadrukkelijk rechts van signatuur waren, richtten zij zich op verschillende segmenten van de Poolse bevolking. Een belangrijk deel van de aanhang van Burgerplatform bevond zich onder de 10% van de Poolse bevolking die het sterkst van de markteconomie had geprofiteerd en die graag een einde wilde maken aan de relatieve stagnatie die de afgelopen jaren was opgetreden bij de modernisering van het land, alsook onder personen die een reële hoop koesterden om aansluiting te vinden bij deze sociaal-economische voorhoede. De PiS daarentegen richtte zich veel meer op de massa van het volk en sprak dan ook simpele, populistische taal. Ook ideologisch waren er grote verschillen: het Burgerplatform was hoofdzakelijk een liberale, gematigd christendemocratische partij, terwijl bij de PiS het accent meer lag op nationalisme en katholiek traditionalisme.
Overigens lag de opkomst nauwelijks boven de 40%.

## Uitslag
Zes partijen verwierven zetels in de Sejm: de conservatief-katholieke partij Recht en Rechtvaardigheid (PiS), het conservatief-liberale Burgerplatform (PO), de ultrapopulistische partij Zelfverdediging (Samoobrona), de sociaaldemocratische Alliantie van Democratisch Links (SLD), de uiterst conservatieve en nationalistische Liga van Poolse Gezinnen (LPR) en de boerenpartij Poolse Volkspartij (PSL). De overige partijen bleven onder de kiesdrempel van 5% van de stemmen, die volgens de grondwet overschreden moest worden om een vertegenwoordiging te hebben in de Sejm. Wel behaalde de Duitse Minderheid 2 zetels, daar nationale minderheden grondwettelijk vrijgesteld waren van de kiesdrempel. Er verdwenen geen partijen uit de Sejm.
In de Senaat kwam naast kandidaten van PiS, PO, Samoobrona, LPR en PSL ook vijf onafhankelijke kandidaten terecht, onder wie Maciej Płażyński (voormalig parlementsvoorzitter en medeoprichter van het Burgerplatform), Kazimierz Kutz en Bogdan Borusewicz.
| Partij/kiescomité | Partij/kiescomité                                                                   | Partij/kiescomité                                              | Partij/kiescomité                                              | Sejm       | Sejm   | Sejm   | Sejm   | Sejm   | Senaat | Senaat |
| Partij/kiescomité | Partij/kiescomité                                                                   | Partij/kiescomité                                              | Partij/kiescomité                                              | 2005       | 2005   | 2005   | 2001   | 2001   | 2005   | 2001   |
| Naam              | Naam                                                                                | Afkorting                                                      | Leider                                                         | Stemmen    | %      | Zetels | %      | Zetels | Zetels | Zetels |
| ----------------- | ----------------------------------------------------------------------------------- | -------------------------------------------------------------- | -------------------------------------------------------------- | ---------- | ------ | ------ | ------ | ------ | ------ | ------ |
|                   | Prawo i Sprawiedliwość (Recht en Rechtvaardigheid)                                  | PiS                                                            | Jarosław Kaczyński                                             | 3 185 714  | 26,99  | 155    | 9,50   | 44     | 49     | 1      |
|                   | Platforma Obywatelska (Burgerplatform)                                              | PO                                                             | Donald Tusk                                                    | 2 849 259  | 24,14  | 133    | 12,68  | 65     | 34     | 2      |
|                   | Samoobrona Rzeczpospolitej Polskiej (Zelfverdediging van de Republiek Polen)        | SRP                                                            | Andrzej Lepper                                                 | 1 347 355  | 11,41  | 56     | 10,20  | 53     | 3      | 2      |
|                   | Sojusz Lewicy Demokratycznej (Alliantie van Democratisch Links)                     | SLD                                                            | Wojciech Olejniczak                                            | 1 335 257  | 11,31  | 55     | 41,04  | 216    | —      | 75     |
|                   | Liga Polskich Rodzin (Liga van Poolse Gezinnen)                                     | LPR                                                            | Marek Kotlinowski                                              | 940 762    | 7,97   | 34     | 7,87   | 38     | 7      | 2      |
|                   | Polskie Stronnictwo Ludowe (Poolse Volkspartij)                                     | PSL                                                            | Waldemar Pawlak                                                | 821 656    | 6,96   | 25     | 8,98   | 42     | 2      | 4      |
|                   | Socjaldemokracja Polska (Sociaaldemocratie van Polen)                               | SDPL                                                           | Marek Borowski                                                 | 459 380    | 3,89   | —      | —      | —      | —      | —      |
|                   | Partia Demokratyczna - demokraci.pl (Democratische Partij - demokraci.pl)           | PD                                                             | Władysław Frasyniuk                                            | 289 276    | 2,45   | —      | 3,10   | —      | —      | —      |
|                   | Platforma Janusza Korwin-Mikke (Platform Janusz Korwin-Mikke)                       | PJKM                                                           | Janusz Korwin-Mikke                                            | 185 885    | 1,57   | —      | —      | —      | —      | —      |
|                   | Ruch Patriotyczny (Patriottische Beweging)                                          | RP                                                             | Jan Olszewski                                                  | 124 038    | 1,05   | —      | —      | —      | —      | —      |
|                   | Polska Partia Pracy (Poolse Partij van de Arbeid)                                   | PPP                                                            | Bogusław Ziętek                                                | 91 266     | 0,77   | —      | 0,42   | —      | —      | —      |
|                   | Mniejszość Niemiecka (Duitse Minderheid)                                            | MN                                                             | Henryk Kroll                                                   | 34 469     | 0,29   | 2      | 0,36   | 2      | —      | —      |
|                   | Polska Partia Narodowa (Poolse Nationale Partij)                                    | PPN                                                            | Leszek Bubel                                                   | 34 127     | 0,29   | —      | —      | —      | —      | —      |
|                   | Dom Ojczysty (Voorvaderlijk Huis)                                                   | DO                                                             | Jerzy Robert Nowak                                             | 32 863     | 0,28   | —      | —      | —      | —      | —      |
|                   | Centrum (Centrum)                                                                   | Centrum                                                        | Janusz Steinhoff                                               | 21 893     | 0,19   | —      | —      | —      | —      | —      |
|                   | Ogólnopolska Koalicja Obywatelska (Landelijke Poolse Burgercoalitie)                | OKO                                                            | Wojciech Kornowski                                             | 16 251     | 0,14   | —      | 0,06   | —      | —      | —      |
|                   | Inicjatywa RP (Initiatief van de Republiek Polen)                                   | IRP                                                            | Zbigniew Łuczak                                                | 11 914     | 0,09   | —      | —      | —      | —      | —      |
|                   | Polska Konfederacja - Godność i Praca (Poolse Confederatie - Waardigheid en Arbeid) | PK-GiP                                                         | Adam Słomka                                                    | 8 353      | 0,07   | —      | —      | —      | —      | —      |
|                   | Narodowe Odrodzenie Polski (Nationale Wedergeboorte van Polen)                      | NOP                                                            |                                                                | 7 376      | 0,06   | —      | —      | —      | —      | —      |
|                   | Mniejszość Niemiecka Śląska (Silezische Duitse Minderheid)                          |                                                                |                                                                | 5 581      | 0,05   | —      | 0,06   | —      | —      | —      |
|                   | Stronnictwo Pracy (Partij van de Arbeid)                                            | SP                                                             | Zbigniew Wrzesiński                                            | 1 019      | 0,01   | —      | —      | —      | —      | —      |
|                   | Społeczni Ratownicy (Maatschappelijke Redders)                                      |                                                                |                                                                | 982        | 0,01   | —      | —      | —      | —      | —      |
|                   | Overige partijen/kiescomités (incl. onafhankelijke kandidaten)                      | Overige partijen/kiescomités (incl. onafhankelijke kandidaten) | Overige partijen/kiescomités (incl. onafhankelijke kandidaten) | —          | —      | —      | 5,99   | —      | 5      | 14     |
|                   |                                                                                     |                                                                |                                                                |            |        |        |        |        |        |        |
| Totaal            | Totaal                                                                              | Totaal                                                         | Totaal                                                         | 11 804 676 | 100,00 | 460    | 100,00 | 460    | 100    | 100    |
| Ongeldige stemmen | Ongeldige stemmen                                                                   | Ongeldige stemmen                                              | Ongeldige stemmen                                              | 458 964    | 3,74   |        |        |        |        |        |
| Opkomst           | Opkomst                                                                             | Opkomst                                                        | Opkomst                                                        | 12 263 640 | 40,57  |        |        |        |        |        |

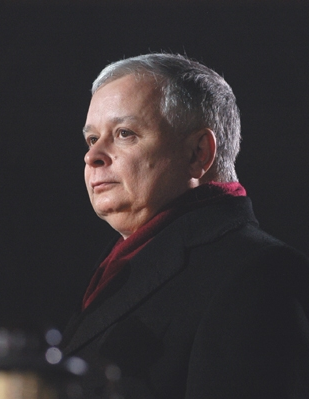
Lech Kaczyński (PiS)
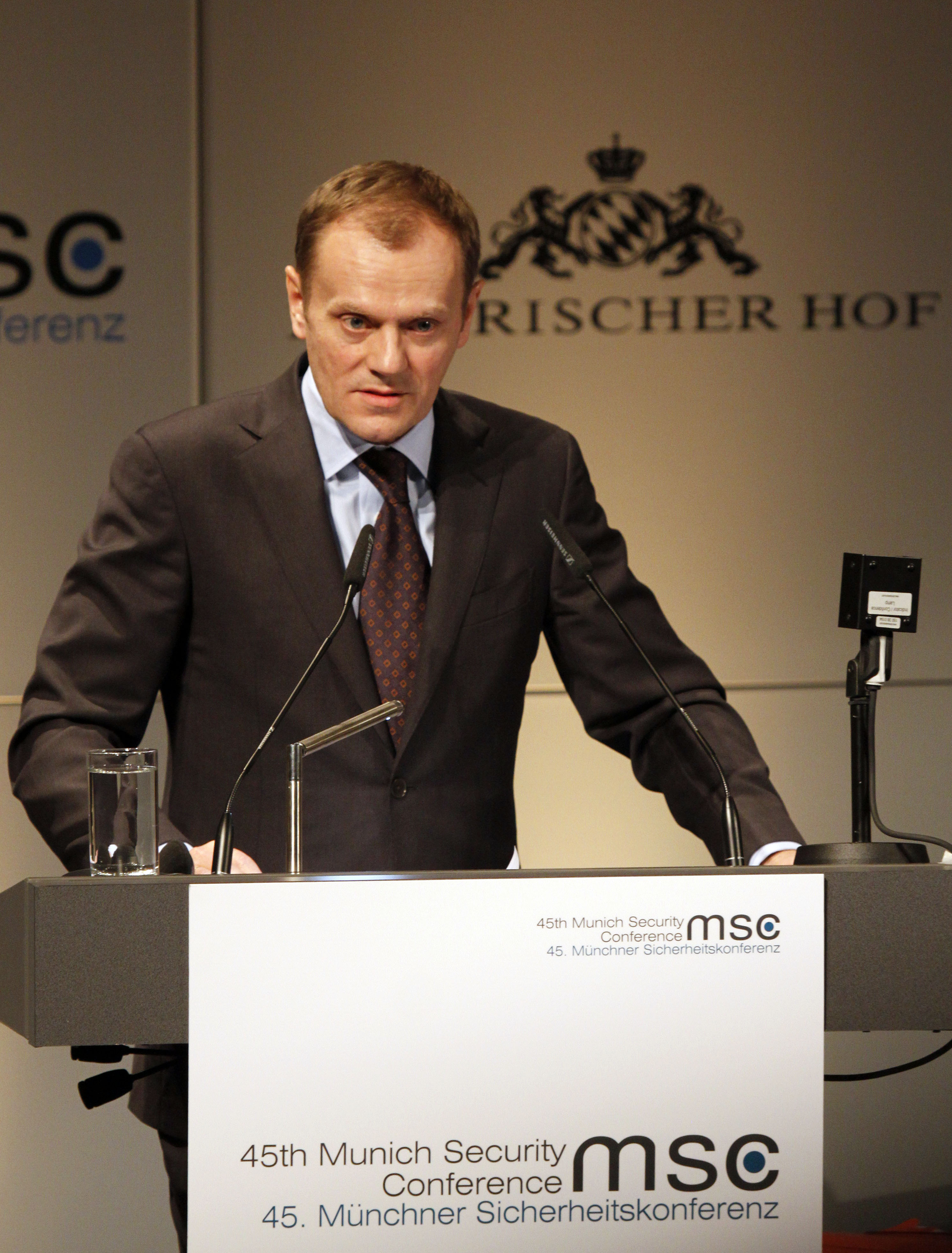
Donald Tusk (PO)

## Nasleep
Zowel de PiS als het Burgerplatform hadden vóór de verkiezingen maandenlang een kordate en stabiele coalitieregering beloofd en eerste instantie lag een coalitieregering van beide partijen (een zgn. POPiS-regering) voor de hand. De coalitiebesprekingen liepen echter uiterst moeizaam. Jan Maria Rokita van Burgerplatform verweet "Recht en Rechtvaardigheid" (PiS) dat het alle sleutelministeries voor zich opeiste; het Burgerplatform wilde toch ten minste het ministerie van Binnenlandse Zaken krijgen (waaronder politie en geheime diensten ressorteren). De sfeer tussen beide partijen raakte dermate verstoord dat de PiS deze coalitie uiteindelijk liet afketsen. In plaats daarvan besloot de PiS een minderheidsregering te gaan vormen, die zou worden gesteund door twee kleinere partijen in de Sejm, de Liga van Poolse Gezinnen (LPR) en Zelfverdediging van de Republiek Polen (Samoobrona). Als premier schoof PiS-leider Jarosław Kaczyński zijn relatief onbekende partijgenoot Kazimierz Marcinkiewicz naar voren; zijn tweelingbroer Lech, die op dat moment burgemeester van Warschau was, was kandidaat voor het ambt van president en uit peilingen was bekend dat veel Polen enigszins beducht waren om de twee tweelingbroers zowel de premier- als de presidentszetel te laten bezetten. 
Op 10 november 2005 kreeg de minderheidsregering van premier Marcinkiewicz het vertrouwen van de Sejm, met 272 stemmen voor en 187 tegen. Voor stemden Recht en Rechtvaardigheid (PiS), Samoobrona, de Liga van Poolse Gezinnen (LPR) en de Poolse Volkspartij (PSL). Tegen stemden de Alliantie van Democratisch Links (SLD) en het Burgerplatform (PO). Jarosław Kaczyński sprak van een "Vierde Republiek" om aan te geven dat de regering van zijn partij een nieuw begin was in de Poolse geschiedenis. Hij zag dit nieuwe begin vooral in termen van terugdringing van de invloed van oud-communisten en verbetering van de openbare moraal. Zijn broer Lech was inmiddels tot president verkozen; hijzelf was weliswaar geen premier, maar had binnen de regering wel de touwtjes in handen in een constructie die wel "sturen vanaf de achterbank" werd genoemd.
Het lukte de minderheidsregering niet een solide parlementaire meerderheid achter zich te krijgen en te houden. Eerst werd duidelijk dat vrijwel geen parlementariërs van Burgerplatform zich lieten verlokken om hun steun te geven aan de nieuwe regering. Pogingen om Samoobrona en de Liga van Poolse Gezinnen te dwingen tot het geven van gedoogsteun, zonder deze partijen in de regering op te nemen, liepen na enkele maanden ook op een mislukking uit. Uiteindelijk zag Jarosław Kaczyński zich genoopt deze partijen als formele partners in een nieuwe meerderheidscoalitie op te nemen. Roman Giertych (leider van Liga van Poolse Gezinnen) werd daarin minister van Onderwijs en vicepremier, Andrzej Lepper (leider van Samoobrona) werd minister van Landbouw en vicepremier. Kort daarop, op 10 juli 2006, trad Marcinkiewicz af als premier, waarop Jarosław Kaczyński alsnog zelf officieel regeringsleider werd.
De regering-Kaczyński werd echter geplaagd door ruzies, schandalen en affaires. Op 9 juli 2007 werd Andrzej Lepper ontslagen en op 13 augustus stuurde Jarosław Kaczyński ook de overige ministers van Samoobrona en de LPR naar huis. Op 21 oktober 2007 vonden nieuwe verkiezingen plaats, die het einde inluidden van de heerschappij van de PiS.